# Шпайхер (Німеччина)
Шпайхер (нім. Speicher) — місто в Німеччині, розташоване в землі Рейнланд-Пфальц. Входить до складу району Бітбург-Прюм. Центр об'єднання громад Шпайхер.
Площа — 15,37 км2. Населення становить 3624 ос. (станом на 31 грудня 2020).